# Сунид-Цзоци
Хошун Сунид-Цзоци (кит. упр. 苏尼特左旗, пиньинь Sūnítè Zuǒqí, монг. Сөнид зүүн хошуу) — хошун аймака Шилин-Гол автономного района Внутренняя Монголия (КНР). Название хошуна означает «Левое знамя сунитов».

## История
Когда в первой половине XVII века чахарские монголы покорились маньчжурам, то последние ввели среди монголов свою восьмизнамённую систему, и суниты были разделены на два «знамени» (по-монгольски — хошуна): Сунид-Цзоици («Хошун сунидов левого крыла») на востоке и Сунид-Юици («Хошун сунидов правого крыла») на западе.
В 1946 году из названия хошуна Сунид-Цзоици было убрано слово «и» («крыло»).

## Административное деление
Хошун Сунид-Цзоци делится на 3 посёлка и 4 сомона.